# أندرو تايلور (لاعب كرة قدم)
أندرو تايلور (بالإنجليزية: Andrew Taylor)‏ هو لاعب كرة قدم بريطاني، ولد في 13 أبريل 1950.